# Siphonogorgia media
Siphonogorgia media is een zachte koraalsoort uit de familie Nidaliidae. De koraalsoort komt uit het geslacht Siphonogorgia. Siphonogorgia media werd in 1909 voor het eerst wetenschappelijk beschreven door Thomson & Simpson. 